# 暗店街
《暗店街》（法語：Rue des boutiques obscures）是法国作家帕特里克·莫迪亚诺的一部长篇小说。出版于1978年。同年，《暗店街》获法国龚古尔文学奖。

## 内容介绍
二战后的巴黎。主人公居伊在失忆之后，在于特的私人侦探所工作了八年。于特退休时，将私人侦探所的房子留给了居伊，居伊开始寻找自己的过去。通过一系列的调查，居伊发现自己的过去曾是一个南美外交官，在一次逃离中经历了巨大的刺激。小说通过一个寻找自己身份的人的经历，一步步重塑德占时期的巴黎，展现法国人记忆的黑洞。

## 关于开头的争议
2014年帕特里克·莫迪亚诺获得诺贝尔文学奖后，上海文艺出版社出版的王文融译的《暗店街》开头引发争议。王文融的译本第一句为“我什么也不是。”该句对应的是法语原版中的“Je ne suis rien.”。而1986年百花文艺出版社出版的薛立华译的《暗店街》开头第一句则为“我的过去，一片朦胧。”该句为译者所加，在原著中找不到对应的句子，但该句后来被王小波引用在小说《万寿寺》的开头中，由此成为莫迪亚诺的名言之一。

## 中译本
- 薛立华《暗店街》百花文艺出版社1986年。
- 李玉民《暗店街》漓江出版社1992年。
- 王文融《暗店街》译林出版社1994年。